# V-Formation

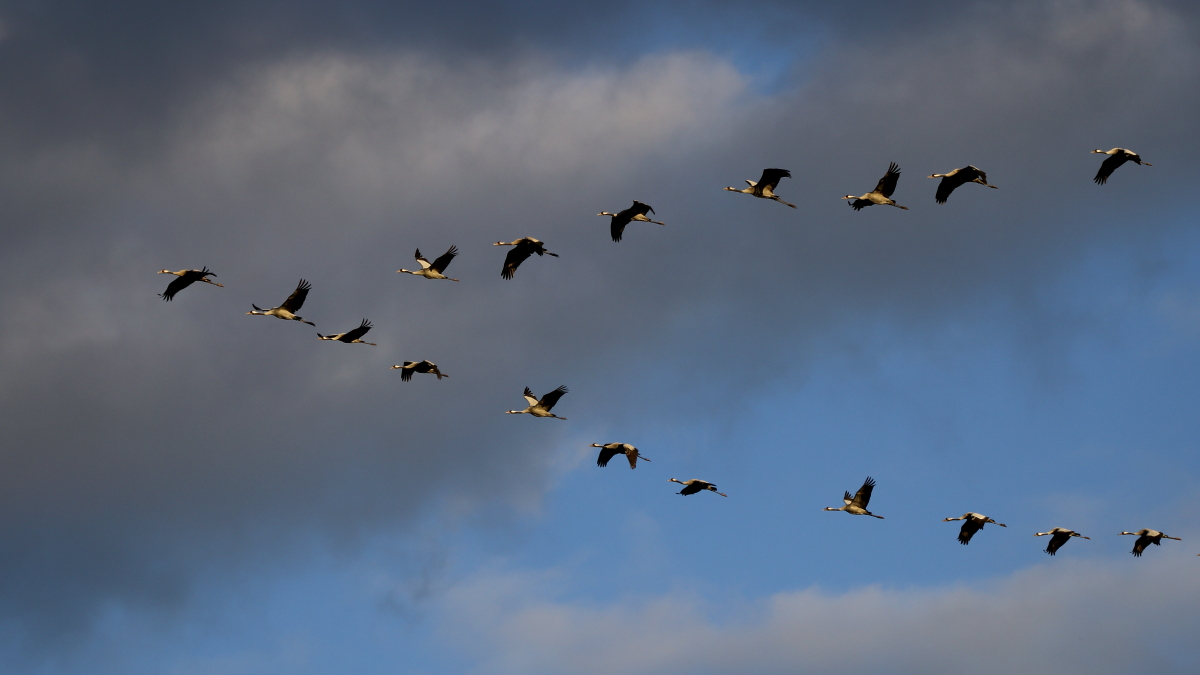
Kranichformation

Die V-Formation oder der Winkelflug, auch Keilformation, ist eine wie ein V geformte Flugformation fliegender Gänsevögel, Ruderfüßer, Schreitvögel oder anderer größerer Zugvögel, die insbesondere der Energieersparnis dient. Oft ist die V-Formation nicht symmetrisch und ein Schenkel kürzer als der andere.
V-Formationen werden auch bei militärischen Flugmissionen genutzt, siehe Formationsflug.

## Flugbeispiele

Unterschiedliche Vogelschwärme in V-Formation
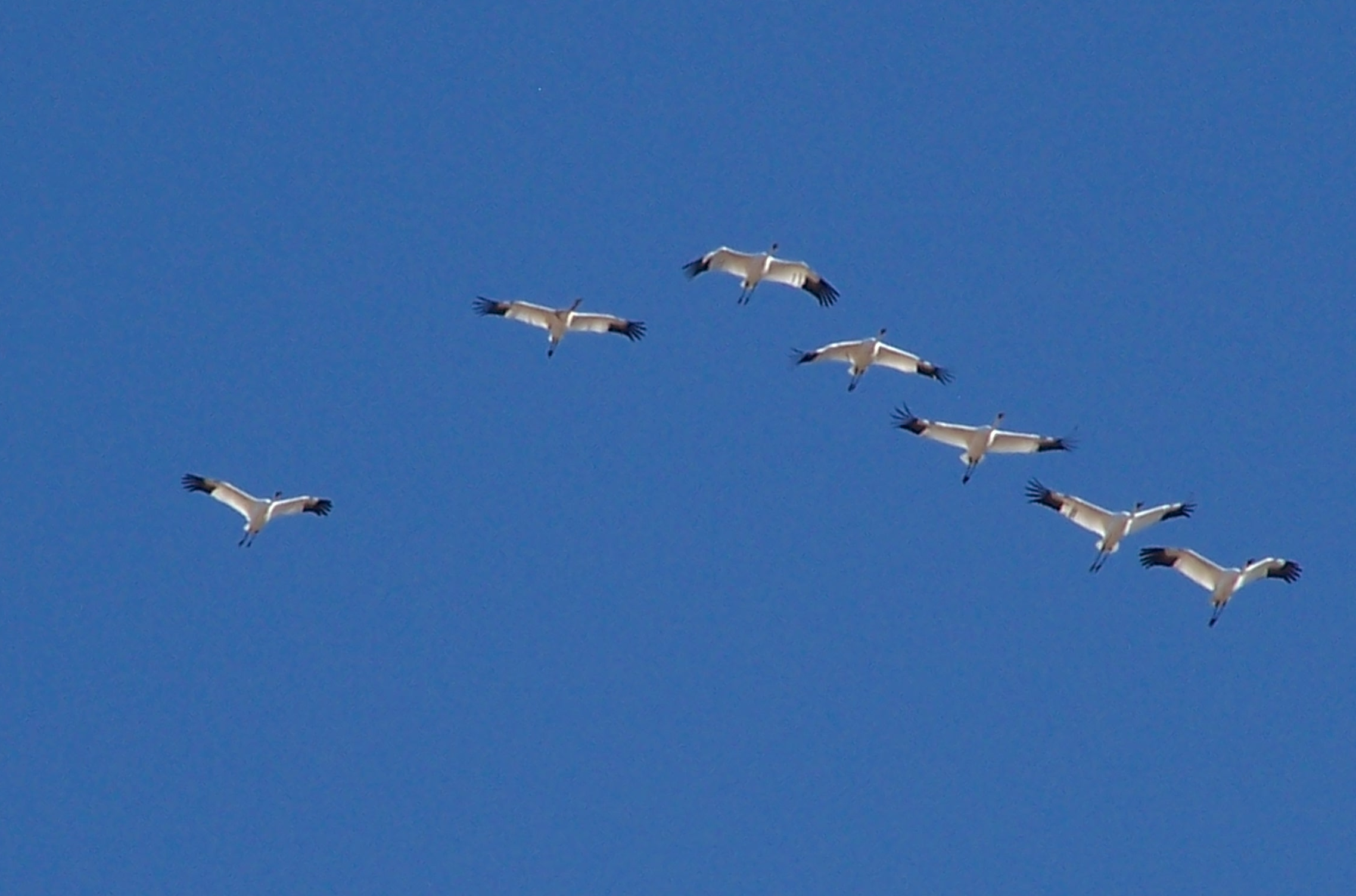
Kraniche
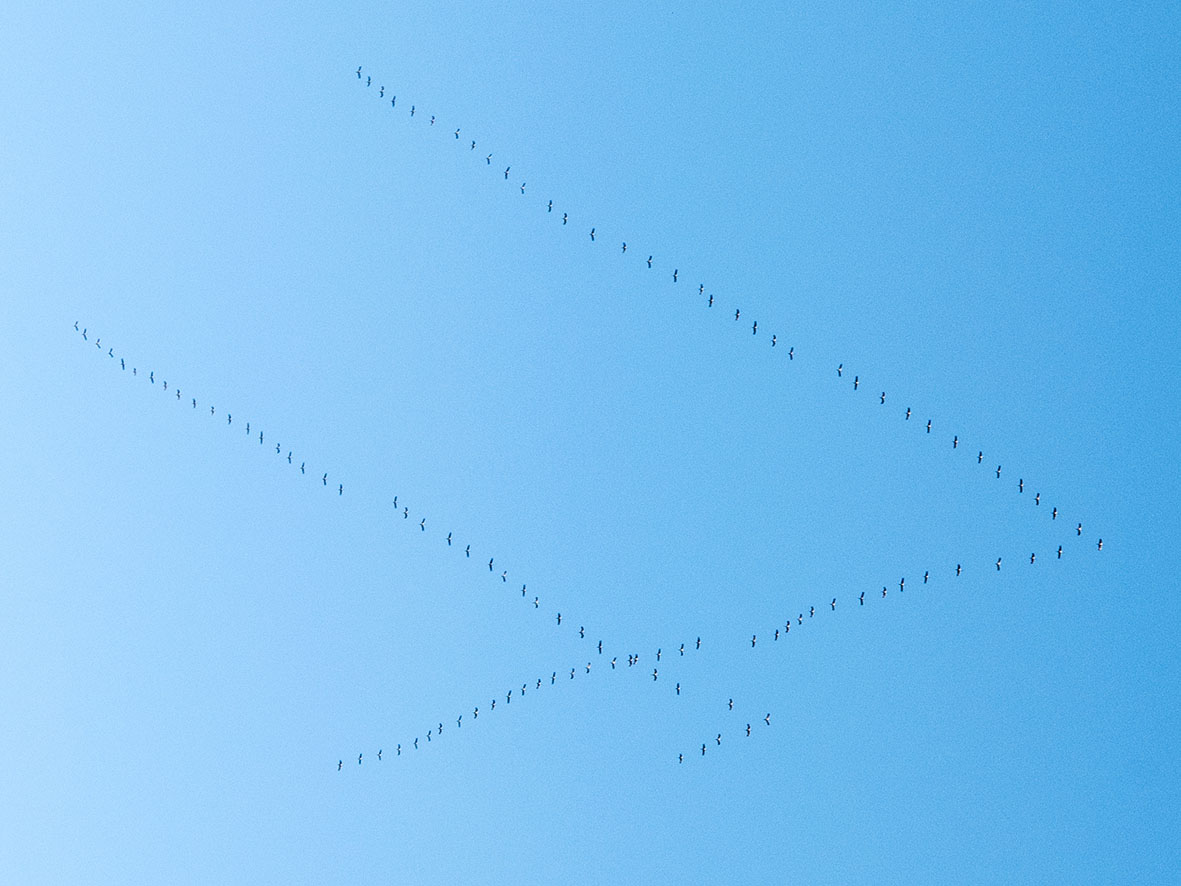
Kraniche
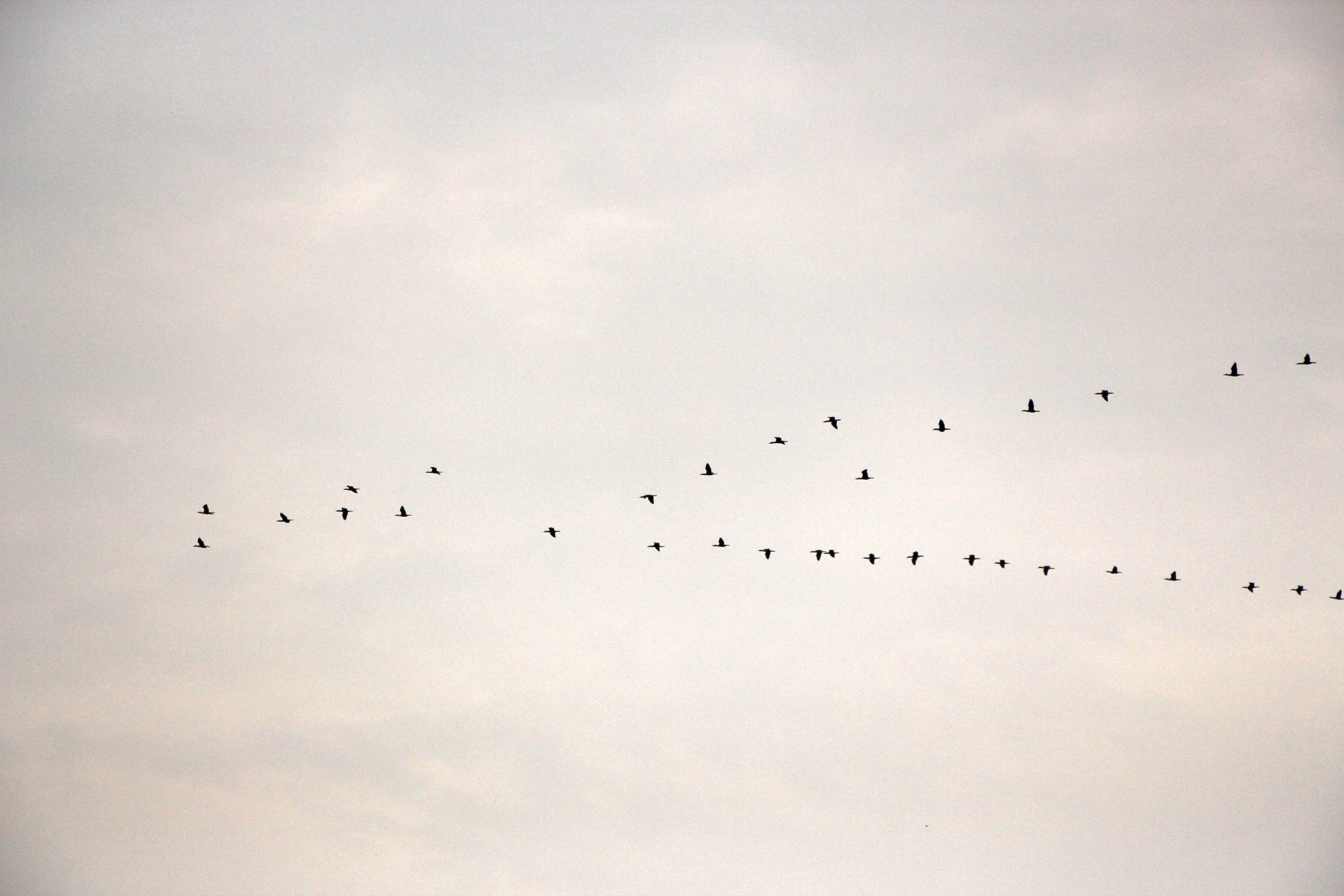
Kormorane
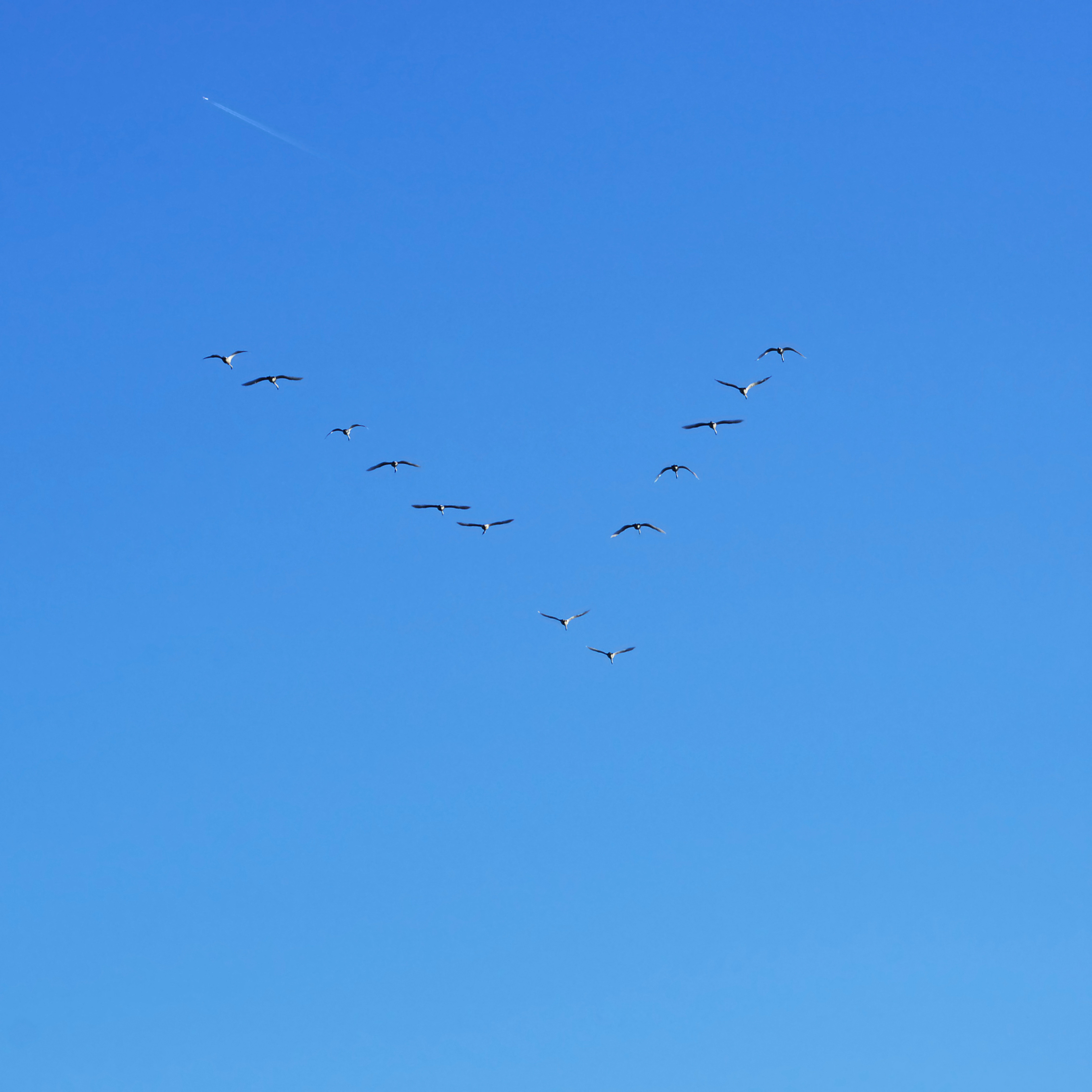
Waldsaatgänse
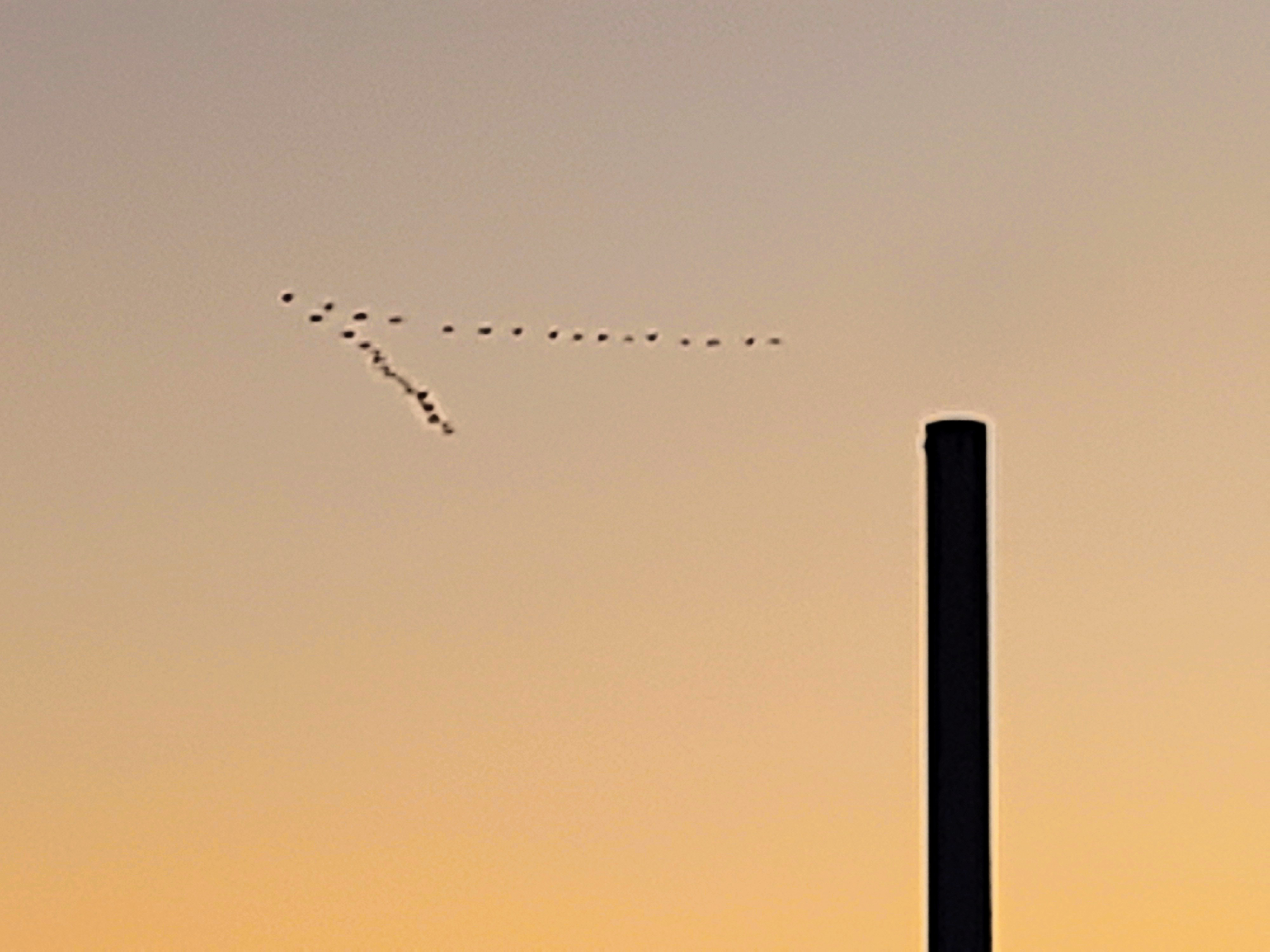
Wildgänse am Abend im Februar

## Vorteile

### Aerodynamik
Das Fliegen in einer V-Formation hilft den Vögeln eines Schwarms, weite Flugstrecken energieeffizient zu bewältigen. Außer dem ersten Vogel fliegen alle im Auftrieb der Wirbelschleppe (Randwirbel) des vorausfliegenden Vogels. Ein kleiner Auftrieb hilft dem Vogel, sein Eigengewicht im Fluge zu halten (in der gleichen Weise, wie ein Gleiter im thermischen Auftrieb Höhe gewinnen oder halten kann). In einer V-Formation kann jeder Vogel eine Verringerung des Luftwiderstandes erreichen, welche die Reichweite vergrößert. Bei der genauen Positionsbestimmung von 393 Kurzschnabelgänsen in 54 Formationsflügen wurde eine Energieeinsparung von durchschnittlich 14 % errechnet. Fast alle profitierten in ihrer Energiebilanz vom Formationsflug. Die theoretisch optimale Position wurde jedoch nur von neun der untersuchten Tiere eingenommen, was ihnen eine Verringerung des Aufwandes um 51 % erlaubte. Kanadagänse erzielen aus ihrem Formationsflug durchschnittlich 10 % Energieersparnis bei einem theoretischen Energieeinsparungspotential von 35 %. Bei Rosapelikanen konnte anhand der Herzfrequenz die tatsächliche Energieeinsparung gemessen werden.
Die Vögel wechseln sich an der Spitze regelmäßig ab. So wird die Beanspruchung gleichmäßig auf viele bis alle Mitglieder des Schwarms verteilt, und nacheinander gelangen alle in den Genuss des Windschattens anderer Mitglieder der Formation.

### Kommunikation und Kollisionskontrolle
Über 97 % der Kurzschnabelgänse halten nicht den optimalen energieeffizienten Abstand ein. Das gibt einen Hinweis darauf, dass die Energieersparnis nicht den einzigen Vorteil des Formationsfluges darstellt.
Die V-Formation erleichtert die Verständigung untereinander und erlaubt den Vögeln, Sichtkontakt miteinander zu halten und die Position der Nachbarn zu kennen. Eine gute Positionsbestimmung der Nachbarvögel dient der Vermeidung von Kollisionen. Die bessere Kommunikation untereinander kann eine Rolle für die Orientierung spielen.

## Anthropogene Risiken
Fliegen Vögel im Schwarm in V-Formation, ist ein eventuell notwendiges Ausweichen erschwert. Für den Anführer und vielleicht noch einige der hinter ihm fliegenden Vögel ist es möglich, einem Flugobjekt (Flugzeug oder Hubschrauber) auszuweichen, während für die Nachfolgenden das Risiko eines Vogelschlags entsteht, bei dem es zum Zusammenstoß mit dem Flugobjekt mit teilweise verheerenden Folgen kommt. Auch sind Vögel in einer V-Formation gegenüber Einzelindividuen um ein Vielfaches höher durch illegalen Abschuss – teilweise durch Abschussanlagen – gefährdet; denn die Kugeln einer Schrotladung treffen mit hoher Wahrscheinlichkeit mehr als einen Vogel.

## Windanfälligkeit
Eine windbedingte Beeinträchtigung der Formation wurde vermutet. Es konnte jedoch gezeigt werden, dass die Flugpositionen unter starkem Wind wie an windstillen Tagen etwa gleich präzise gehalten werden, die mittlere Tiefe war bei erhöhtem Wind sogar präziser.

## Fluggeschwindigkeit
Die optimale Geschwindigkeit von Langstreckenflügen resultiert primär aus einer Energieoptimierung (Energie/Entfernung) und ist abhängig von Wind und Flughöhe, aber auch von der Aufsteigrate und der Schwarmgröße. Daneben können Etappenziele wie bevorzugte Rast- und Futterplätze gelegentlich eine weniger energieeffiziente und höhere Fluggeschwindigkeit auslösen.

## Chaotische Flugformation
Viele kleinere Zugvögel wie Stare oder Alpenstrandläufer bewegen sich in dreidimensionalen Formationen, die chaotisch erscheinen. Aber auch in diesen Schwärmen halten die Tiere Abstände und Winkel zu einigen ihrer Nachbarn relativ konstant ein.